# آخرین نشست
آخرین نشست (به انگلیسی: The Last Sitting) یک کتاب و عکس‌برداری از مریلین مونرو توسط عکاس برت استرن است. عکس‌برداری به سفارش وگ در اواخر ژوئن ۱۹۶۲ در طی سه جلسه روزانه و تنها ۶ هفته پیش از این‌که مونرو بمیرد انجام شد.